# Vodní elektrárna Železná vrata – Džerdap I
Vodní elektrárna Železná vrata – Džerdap I je vodní dílo na Dunaji, vybudované v letech 1964 až 1972 společným úsilím Rumunska a Jugoslávie. Bylo postaveno na výtoku řeky ze soutěsky Železná vrata. V době uvedení do provozu byla 10. nejvýkonnější vodní elektrárnou na světě. Je nejvýkonnější elektrárnou na Dunaji a po Volžské a Žiguljovské elektrárně na Volze třetí nejvýkonnější vodní elektrárnou v Evropě.

## Hydrologická charakteristika
V místě přehrazení na 893. říčním kilometru Dunaj převádí vodu z plochy 576 232 km2. Vzhledem k významu místa je zde umístěn vodočet a denně zaznamenávány hodnoty výšky hladiny již od roku 1840. Projekt vodního díla se tak od počátku mohl opírat o přesné a důvěryhodné hydrologické charakteristiky. Za sledované období 1840 – 1962 byl určen průměrný průtok 5 420 m3/s, s dlouhodobým průměrným minimem 1 350 m3/s a maximem 13 700 m3/s. Historický maximální průtok připadal při hodnotě 15 900 m3/s k datu 17. dubna 1895, historické minimum 1 150 m3/s bylo naměřeno 11. ledna 1865.  

## Historie

### Do První světové války
Po úspěšném dálkovém přenosu elektrické energie z Laufenu na Neckaru do Frankfurtu nad Mohanem, který provedl v roce 1891 Michail Dobrovolskij, se pozornost evropských stavitelů vodních elektráren obrátila především k Rýnu. Tam vznikaly největší evropské průtočné elektrárny, zpracovávající však zhruba desetinový průtok oproti vodám Dunaje v Železných vratech. Na hydrologické parametry dunajské soutěsky ještě neexistovaly ani technologie ani dostatečná poptávka průmyslově zaostalých oblastí po elektrické energii.  Přesto německý inženýr a podnikatel Hugo Luther, dodavatel strojů a zařízení pro regulaci Dunaje v Sipské soutěsce, navrhl v roce 1896 Ministerstvu národního hospodářství Srbského království využít dokončovacích prací na regulaci řeky k vybudování závodu na výrobu elektřiny. Přestože se zavázal i k odběru energie, jeho návrh nebyl přijat.
V této době by celý průtok Dunaje nebylo možno technicky využít, jednalo by se pouze o derivační řešení využívající jen nepatrnou část obrovského průtoku řeky. V roce 1913 byla uvedena do provozu vodní elektrárna Keokuk na Mississippi, kde byl energeticky zpracován průtok oproti Dunaji zhruba poloviční. Vytvoření plnoprůtočného energetického díla v Želených vratech tak již nebylo omezeno technickými možnostmi. Problémem již zůstal pouze dostatečný kapitál a problematická politická geografie.

### Období mezi světovými válkami
Po První světové válce došlo ke vzrůstu poptávky po elektrické energii i v nových státech, tvořících hranice soutěsky.
V Rumunsku během celého meziválečného období vzrostla výroba elektřiny pouze méně jak 3x. Většinu výroby zajišťovaly elektrárny tepelné. Z 208 elektráren provozoval 102 elektráren stát či obce. V roce 1936 nevýznamné vodní zdroje poskytovaly kolem 12 % z celkového instalovaného výkonu 239 MW.
Pod Ministerstvem zemědělství a vodního hospodářství Království Srbů, Chorvatů a Slovinců byl v dubnu 1924 založen výbor pro vytvoření studie s názvem Džerdap-plavba a využití vodní síly. Studie byla dokončena v roce 1928 a předpokládala vybudování dvou energetických stupňů. Jeden v místech vyústění soutěsky a druhý zhruba v polovině v ohbí u města Donji Milanovac. Plavba soutěskou měla být zkrácena z 52 na 17 hodin a energetický výkon měl poskytnout elektřinu východním oblastem země s populací kolem 6 milionů lidí. Velkolepý projekt, který měl být i významnou příležitostí pro české strojírenství, zastavila světová hospodářská krize. Na konci meziválečného období měla Jugoslávie 790 elektráren s celkovým výkonem 617 MW a 22% zastoupením elektráren vodních.
Před Druhou světovou válkou představoval energetický potenciál Dunaje v Železných vratech zhruba osminásobek celkového instalovaného výkonu rumunských a více než trojnásobek jugoslávských elektráren.

### Po Druhé světové válce
Již v roce 1946 jednal velvyslanec Jugoslávie se sovětským ministrem zahraničí V. M. Molotovem o spolupráci na projektu výstavby vodní elektrárny na Dunaji. V této době měl Dunaj všechny podmínky pro to, aby se spolu s Columbií a Volhou zařadil mezi řeky, pohánějící turbíny největších elektráren světa. Plány však byly v roce 1948 ukončeny zmrazením sovětsko-jugoslávských vztahů. Později projekt zdržovala i opatrná vzájemná politika Jugoslávie a Rumunska. Prudký nárůst poptávky po elektrické energii však nedovolil dunajský průtok v soutěsce dlouho nevyužít. Rumunsko nastoupilo trend přeměny zemědělského státu na průmyslový a v zemi roku 1948 započala výstavba rozsáhlé přenosové sítě od napětí 110 do 220 kV, vznikaly ambiciózní projekty vodní energetiky, nad které vynikala výstavba jedné z nejvyšších přehrad v Evropě, 160 m vysokého díla Vidraru. Cestou industrializace se vydala i Jugoslávie, a tak zlepšení vztahů po Stalinově smrti vyvolalo jednání o sovětské technické i odborné podpoře. V lednu 1956 na schůzi komunistických stran v Moskvě rumunská strana navrhla prostudovat využití potenciálu Dunaje pro výstavbu několika vodních děl za účasti jugoslávské strany. Ústřední výbor KSSS o tomto návrhu následně jugoslávskou stranu informoval. Došlo k jednání představitelů obou zemí, rumunského prezidenta Gheorgha Gheorghiu-Deje a jugoslávského prezidenta Josipa Broze Tita, na jejímž základě byla vytvořena společná jugoslávsko-rumunská komise pro projekt a výstavbu vodního díla. Cílem sovětského vedení bylo rychlé vybudování jednotné přenosové soustavy zemí RVHP a realizace vodního díla na Dunaji jako společného díla všech socialistických podunajských zemí. Jugoslávskému vůdci se nakonec podařilo prosadit čistě dvoustranné rumunsko-jugoslávské řešení s rovnoměrným rozdělením nákladů i výnosů. Dohodu o výstavbě podepsali Gheorghe Gheorghiu-Dej a Josip Broz Tito v Bělehradě 30. listopadu 1963, kdy byly podepsány všechny dokumenty týkající se návrhu, provedení, vzájemných závazků a konečného využívání díla. Oba prezidenti slavnostně zahájili stavební práce odhalením pamětních desek na obou stranách Dunaje 7. září 1964. Jugoslávský prezident k obřadu symbolicky připlul na výletní lodi „Šumadinka“.

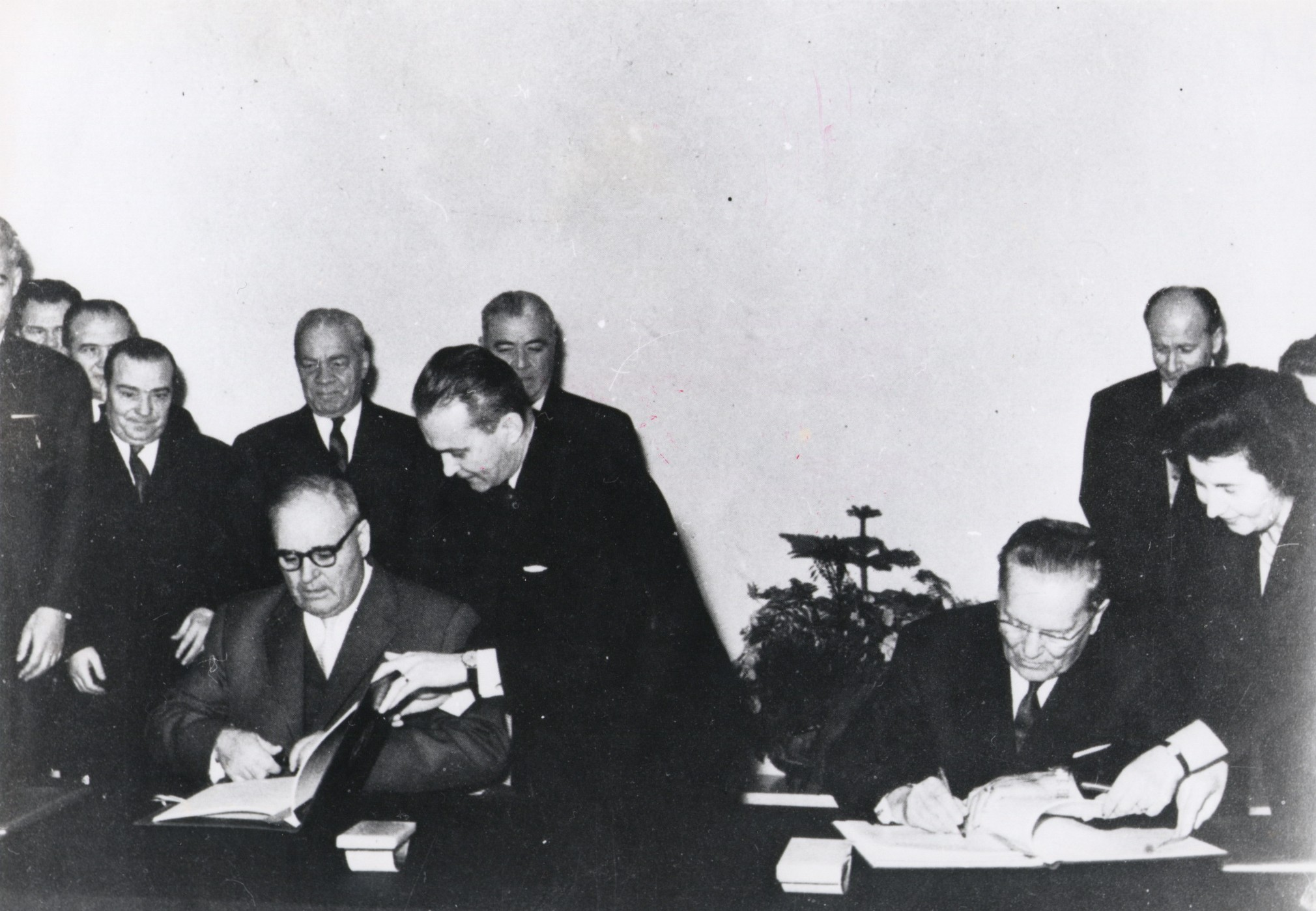
Josip Broz Tito a George Georgiju Dej při podpisu zakládajících smluv
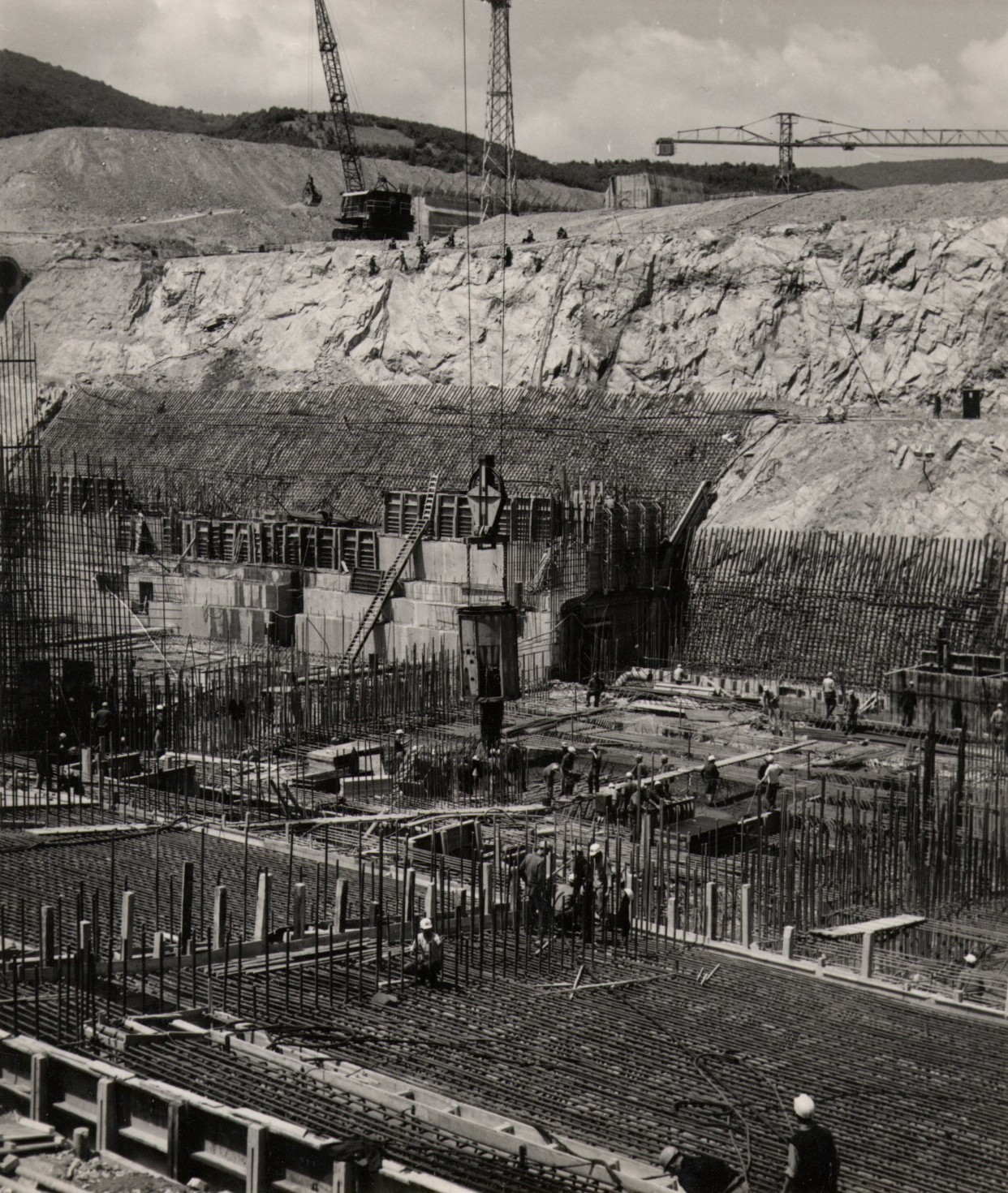
Základová jáma jugoslávské elektrárny (I.etapa)
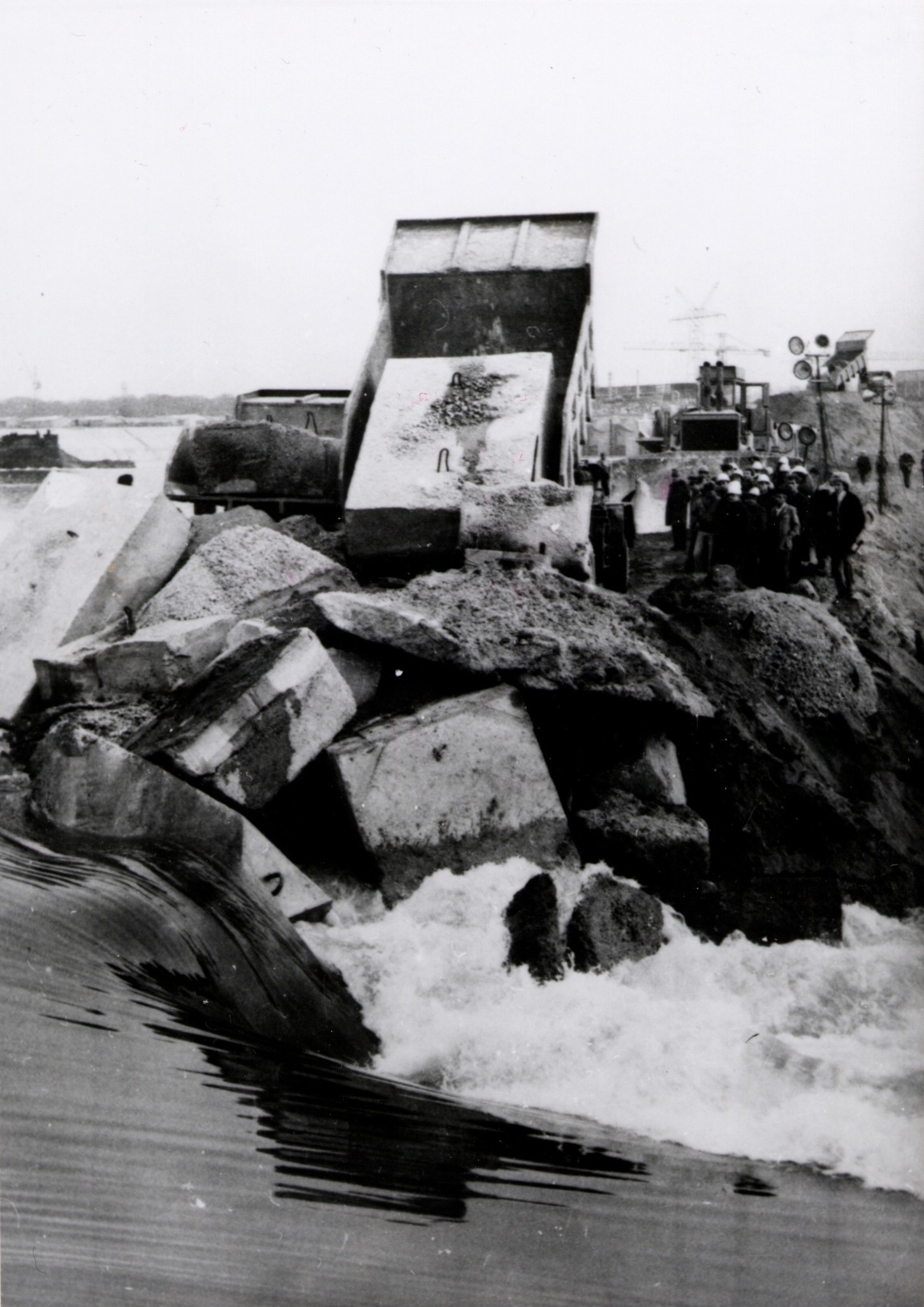
Boj s Dunajem v létě 1969
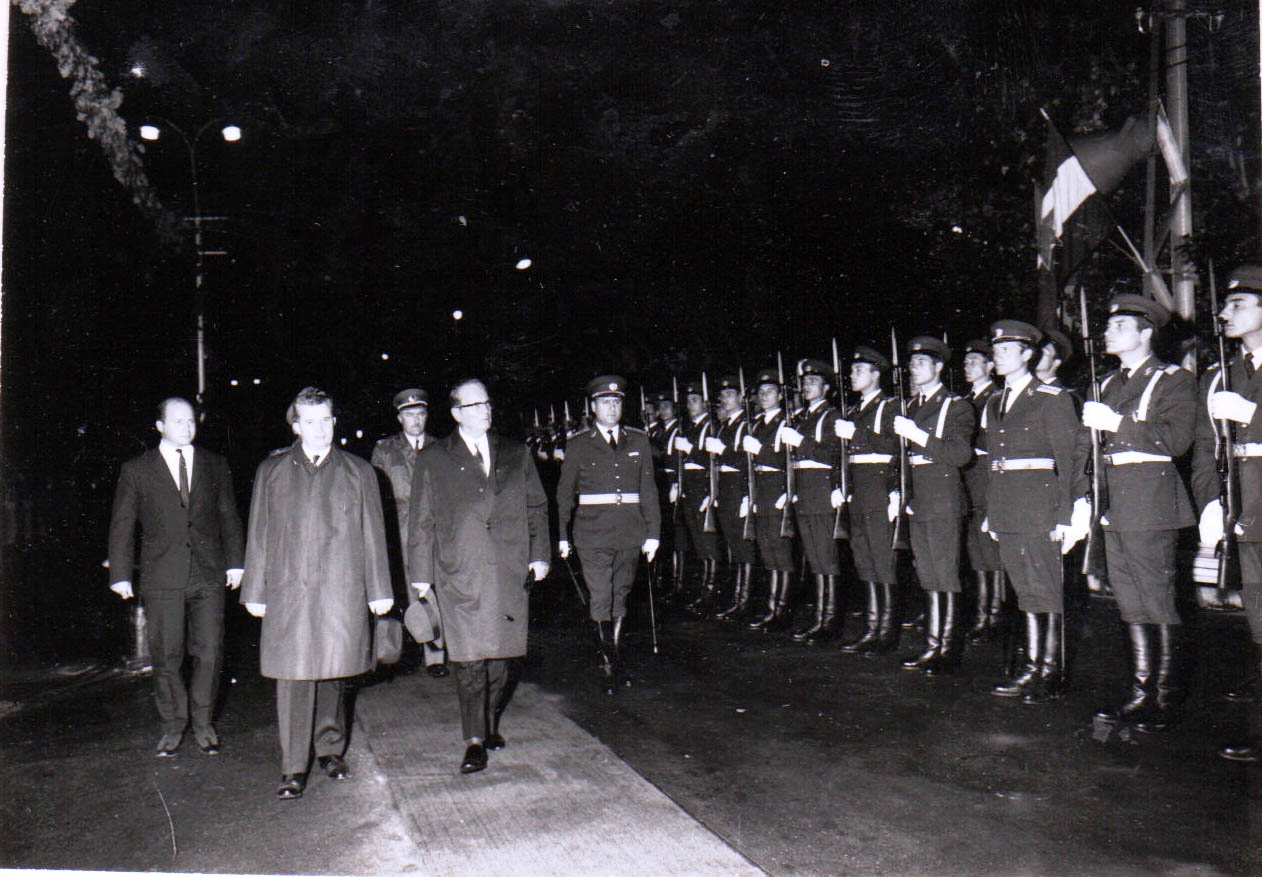
Josip Broz Titoaa Nicalae Ceausescu po přehrazení Dunaje (1969)
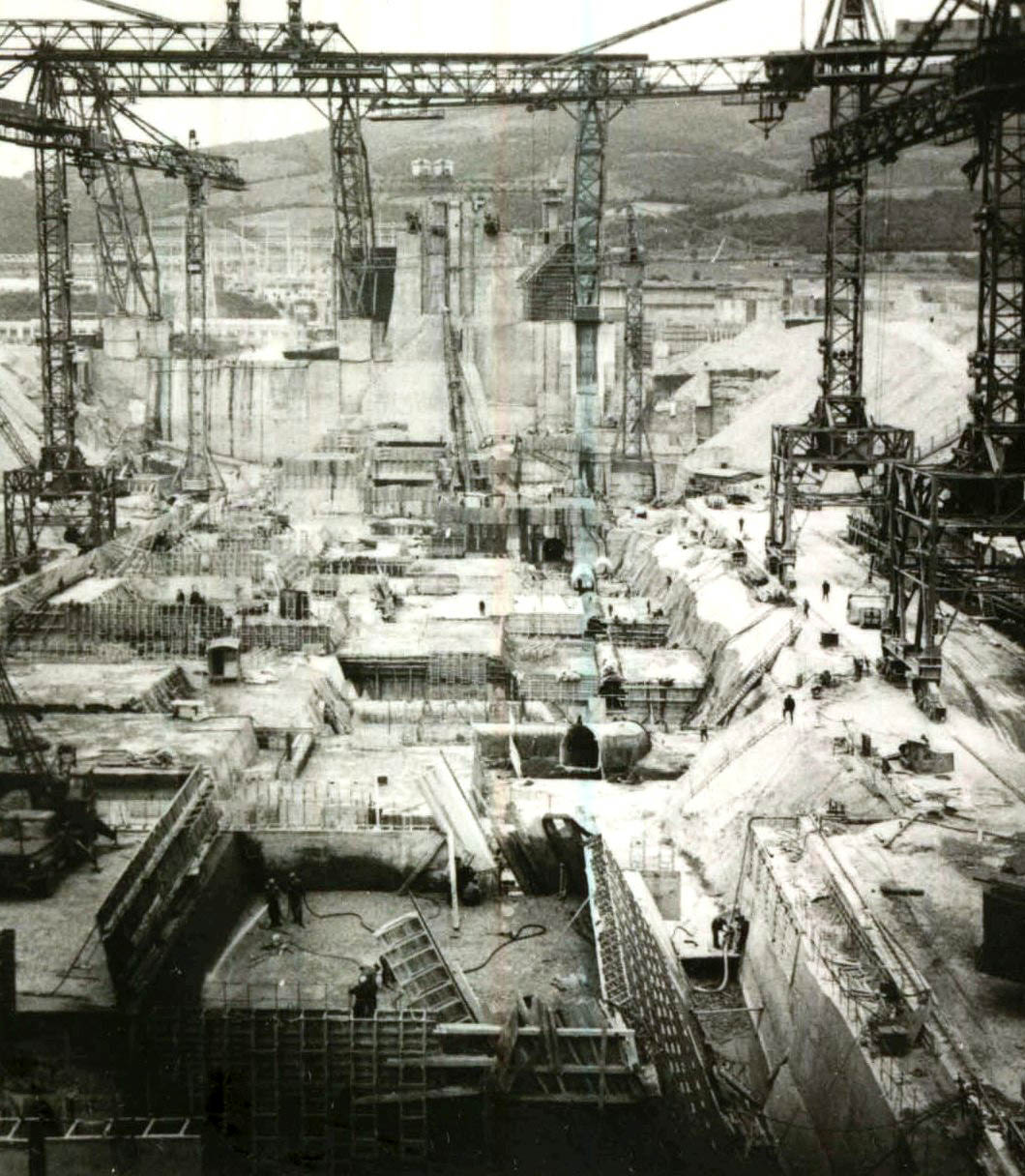
Suchá jáma na rumunské straně (I.etapa)

### Výstavba
V místě přehrazení je údolí široké přes 1200 m, asymetrické, s levým svahem strmějším. Podloží dna koryta je v celém rozsahu tvořeno biotitickou rulou s přítomností amfibolitu a žuly. Umístění díla bylo zvoleno tak, aby se nacházelo na hranici krystalických břidlic a mohlo být při co největším energetickém potenciálu postaveno v bezpečném podloží. Práce byly rozděleny do dvou etap, jejichž hranici určilo přehrazení řeky.
I. etapa (1964–1969)
Na rumunské straně začaly vznikat dělnické kolonie již v létě 1964. První dělníci přišli ze staveniště elektrárny Vidraru, krátce na to i z přehrad Bicaz a Bistrita. Poblíž města Turnu Severin vznikla dělnická osada Gura Văii, která se do konce roku stala domovem pro 10 000 pracovníků z celé země. Pracovní síla byla zajištěna především vysokými platy. Průměrný plat představoval dvojnásobek celostátní průměrné mzdy, řidič Tatry vydělával až osminásobek průměru. Pracovalo se ve třísměnném provozu. Podobná situace byla i na srbské straně. Na obou březích Dunaje vznikla dvě národní staveniště se stejnou pracovní náplní a stejným pracovním tempem.
Základové jámy byly vytvořeny v přírodním korytu řeky obsypem se štětováním a následným vyčerpáním vody. Pravý břeh je v místě přehrazení plošší s mělčím řečištěm s množstvím ostrůvků. Rumunský břeh je strmější a vyžadoval více práce při vyrubání horniny. Jugoslávský zábor dna pro stavební jámu byl proto větší a navýšení oproti rumunské straně bylo využito pro vybudování tří přelivných polí pro tok řeky po přehrazení. V suchých jámách byly budovány základy elektráren, zdymadel a dočasných přelivů. Koryto řeky se tak zúžilo na 276 metrů, a tak se stoleté obtíže při plavbě Sipským kanálem ještě rozrostly o plavbu mezi břehy základových jam. Dva měsíce před přehrazením řeky nezvládl remorkér Filiaşi manévrování v silném proudu a narazil na pilíř provizorního mostu. Ztráta pěti životů byla příspěvkem ke zhruba stovce obětí pracovních úrazů.
Přehrazení toku
Přehrazení Dunaje začalo začátkem července 1969 z jugoslávského břehu. Průtok řeky během těchto prací klesl od 5 000 do 3 300 m³/s a rychlost proudění dosahovala 7 m/s. Rozdíl hladin činil 3,7 metrů. Na rumunské straně byl vybudován most pro shazování výplně. Za pomoci betonových kvádrů v rozsahu 5 – 25 t a obřích betonových čtyřramenných hvězdic byl Dunaj slavnostně přehrazen 8. srpna 1969. 12. srpna 1969 rumunským zdymadlem slavnostně proplula první loď a vzhledem ke vzedmutí hladiny o více než 3 m byl tak ukončen tisíciletý problém plavby v soutěsce.
II. etapa (1969 – 1972)
Během druhé etapy byla dokončena propust na jugoslávské straně a vybudováno 11 polí přelivové hráze. Řeka v tomto období protékala třemi přelivovými poli a vývařištěm 5. a 6. jednotky jugoslávské elektrárny.  Na staveniště připluly z Leningradu první díly Kaplanových turbín. Jednalo se osvědčený typ pracující bez poruch již deset let ve Volgogradské a Kujbyševské elektrárně na Volze. Usazování první turbíny začalo na rumunské straně 14. srpna 1969. Ke slavnostnímu zahájení provozu došlo 16. května 1972.
Z území 10 131 ha, které se ocitlo v záplavové zóně bylo evakuováno přes 17 000 obyvatel. Bylo nutno opustit starou zástavbu historického města Oršava, pod vodou se kromě dalších pěti vesnic ocitlo i historické sídlo Donji Milanovac, ostrov Ada-Kaleh, průmyslové podniky, 24 km železnice a 160 km silnic. V blízkosti zaplavených sídel byla vybudovány nová, především nové město Oršava. Nová železnice a nové silnice byly vedeny souběžně se zatopenými se zlepšenými technickými a funkčními vlastnostmi. Ostrov Ada-Kaleh byl částečně přenesen na ostrov Simian krátce po proudu od Turnu Severin, Tabula Traiana v Kazaňské soutěsce byla vyzdvižena nad novou vodní hladinu. Zpevněna byla pevnost Golubac na začátku soutěsky.

Objemy výkopových a zásypových prací přesáhly 22 milionů kubíků, mezi 187 000 tun armovací oceli bylo uloženo 3,5 milionu m³ betonu. Armování bylo vytvořeno z vysokopevnostní oceli o průměru 60 mm. Poprvé bylo použito frakční dělení písku v proudu vody za účelem optimální granulometrické křivky a úspory cementu.

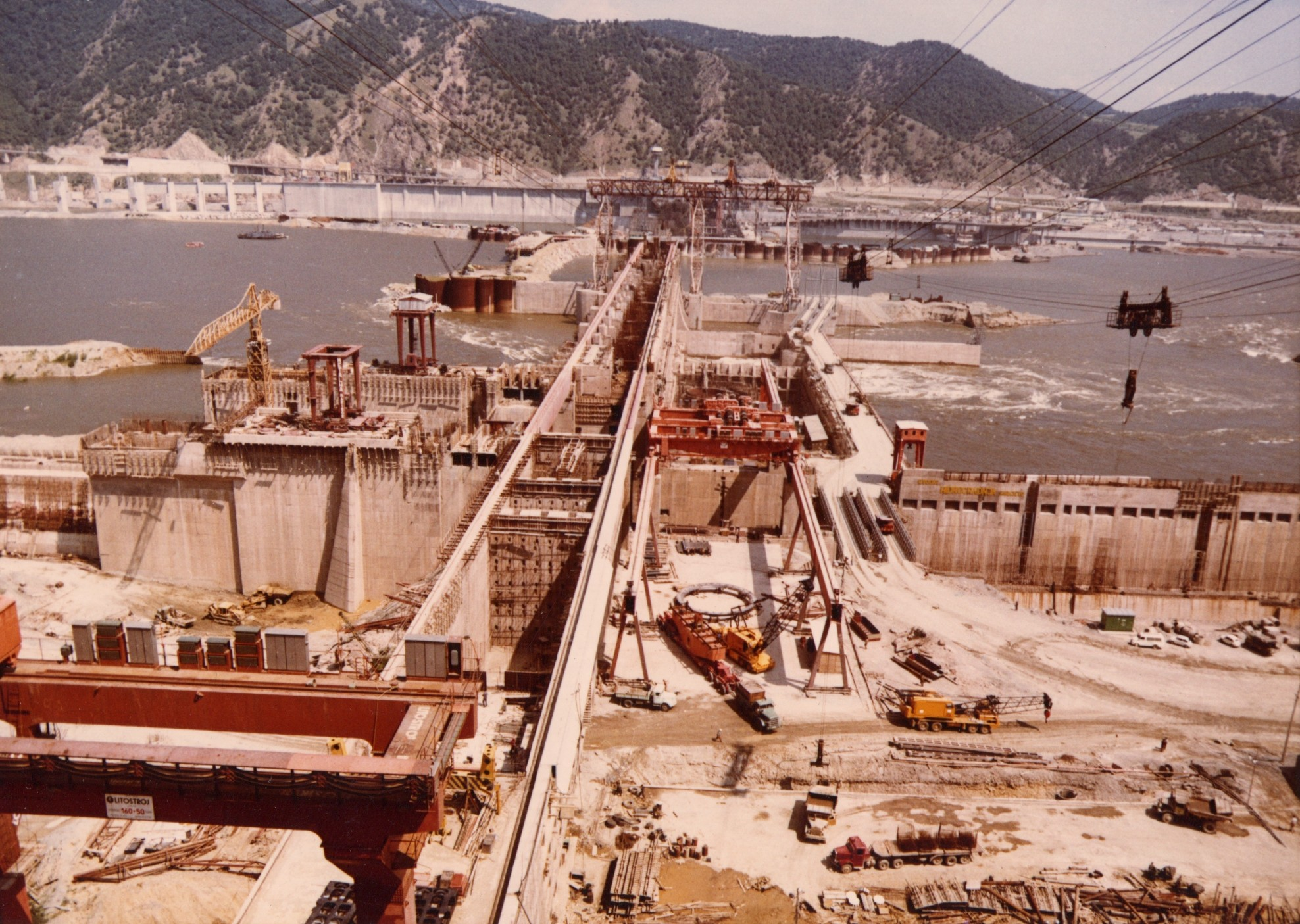
Převod Dunaje během II.etapy provizorními přelivy
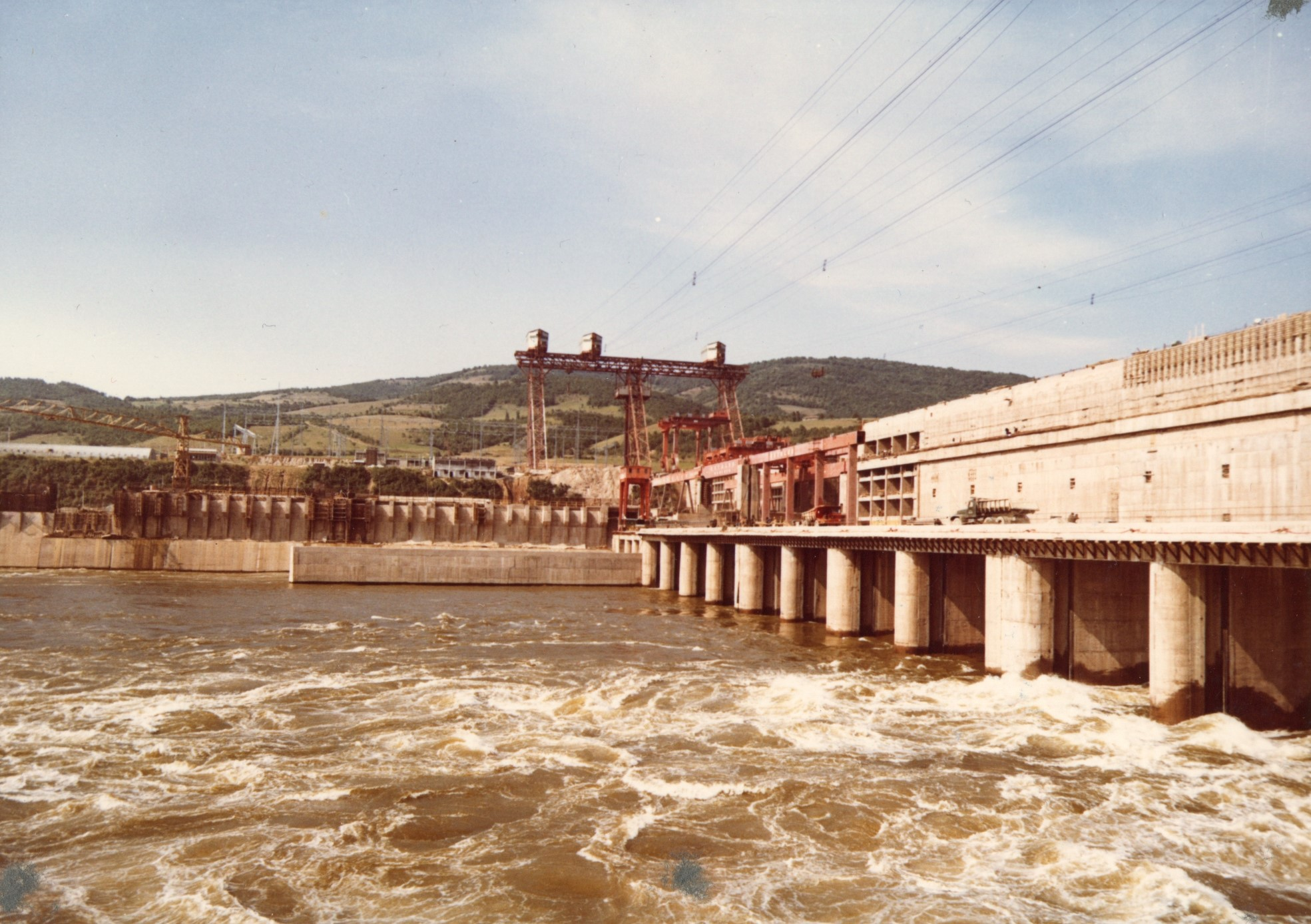
Vody převáděné jugoslávským vývařištěm během II fáze
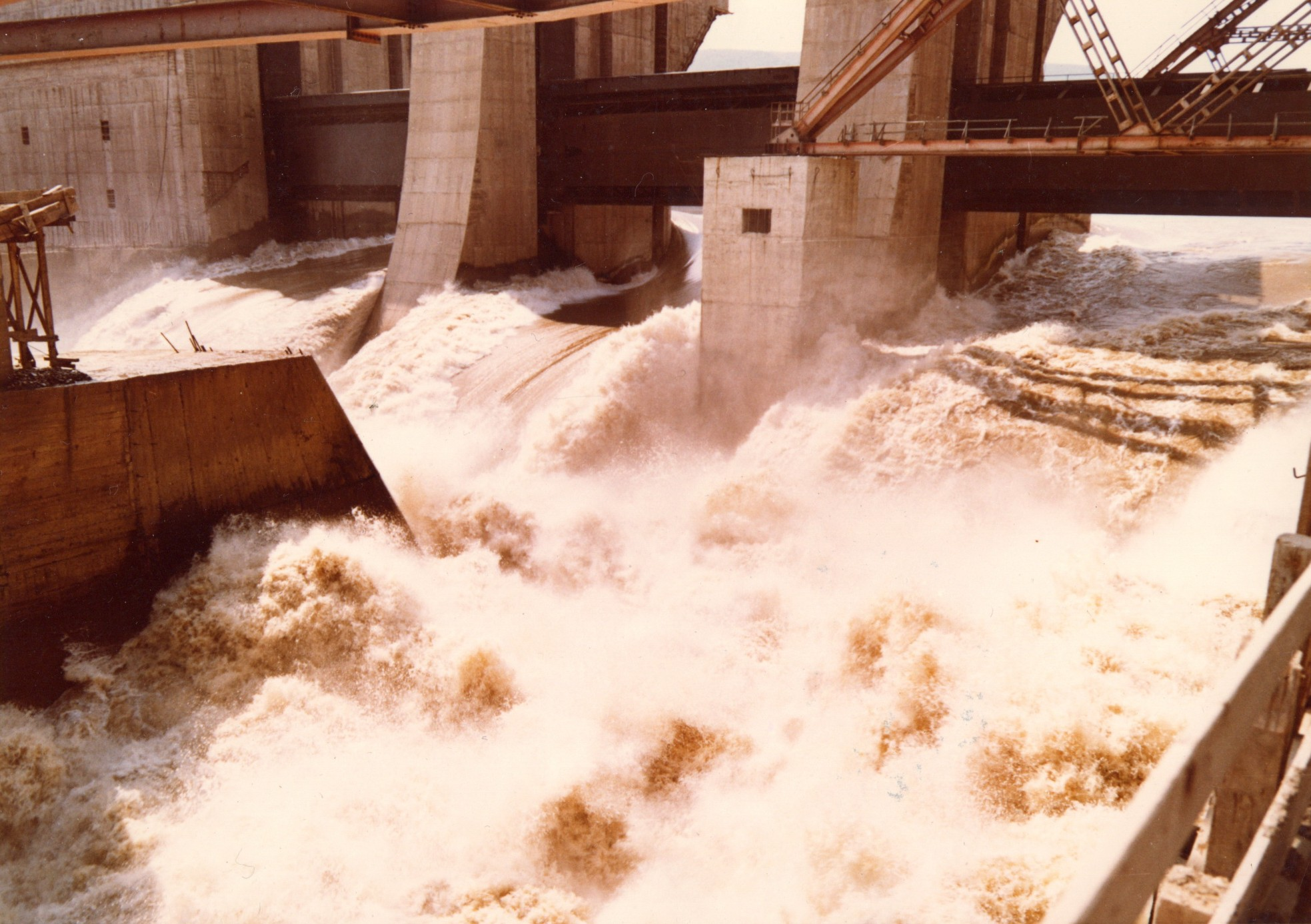
Dočasná přelivová pole ve II.fázi
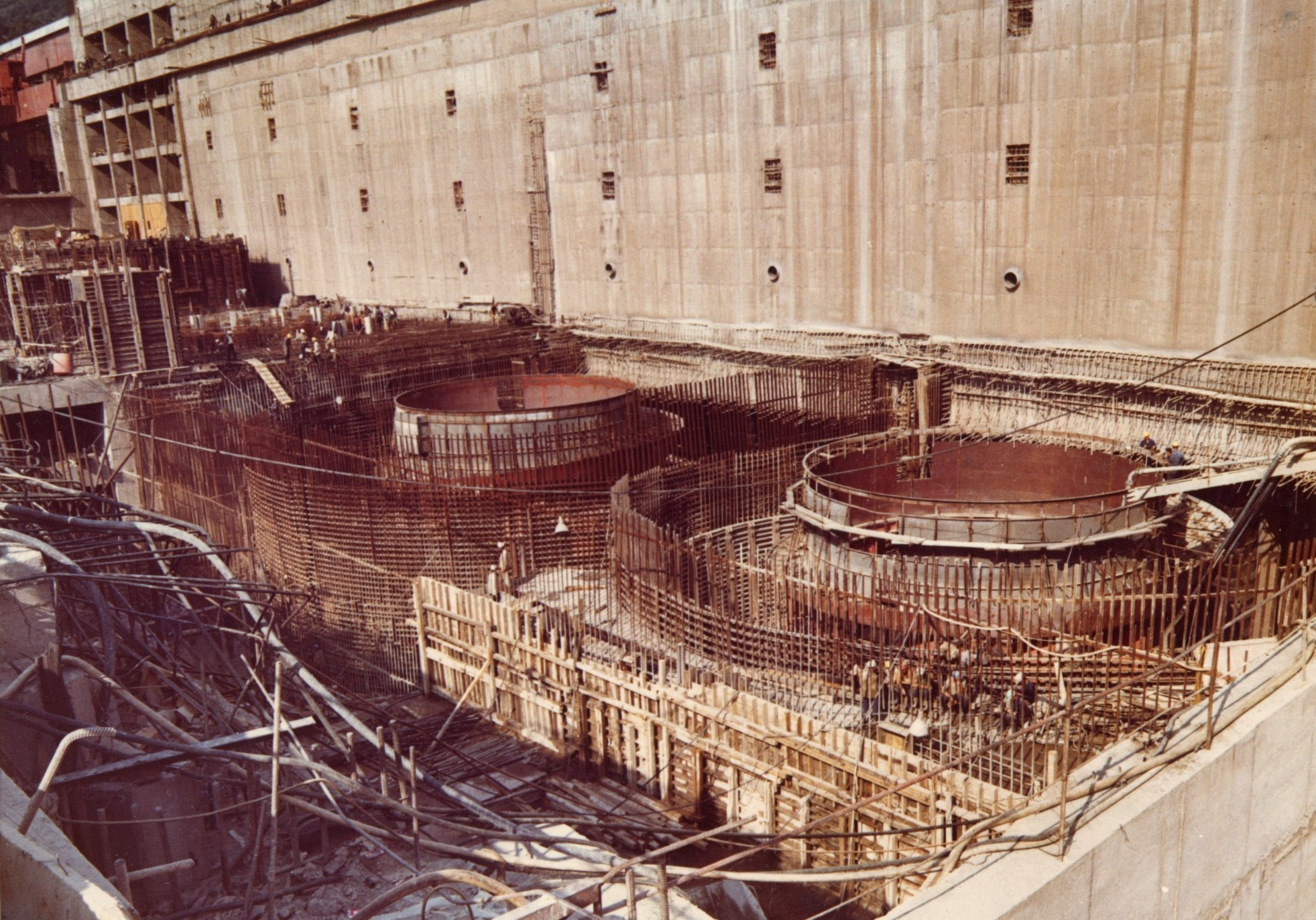
Budování energetických jednotek v rumunské části
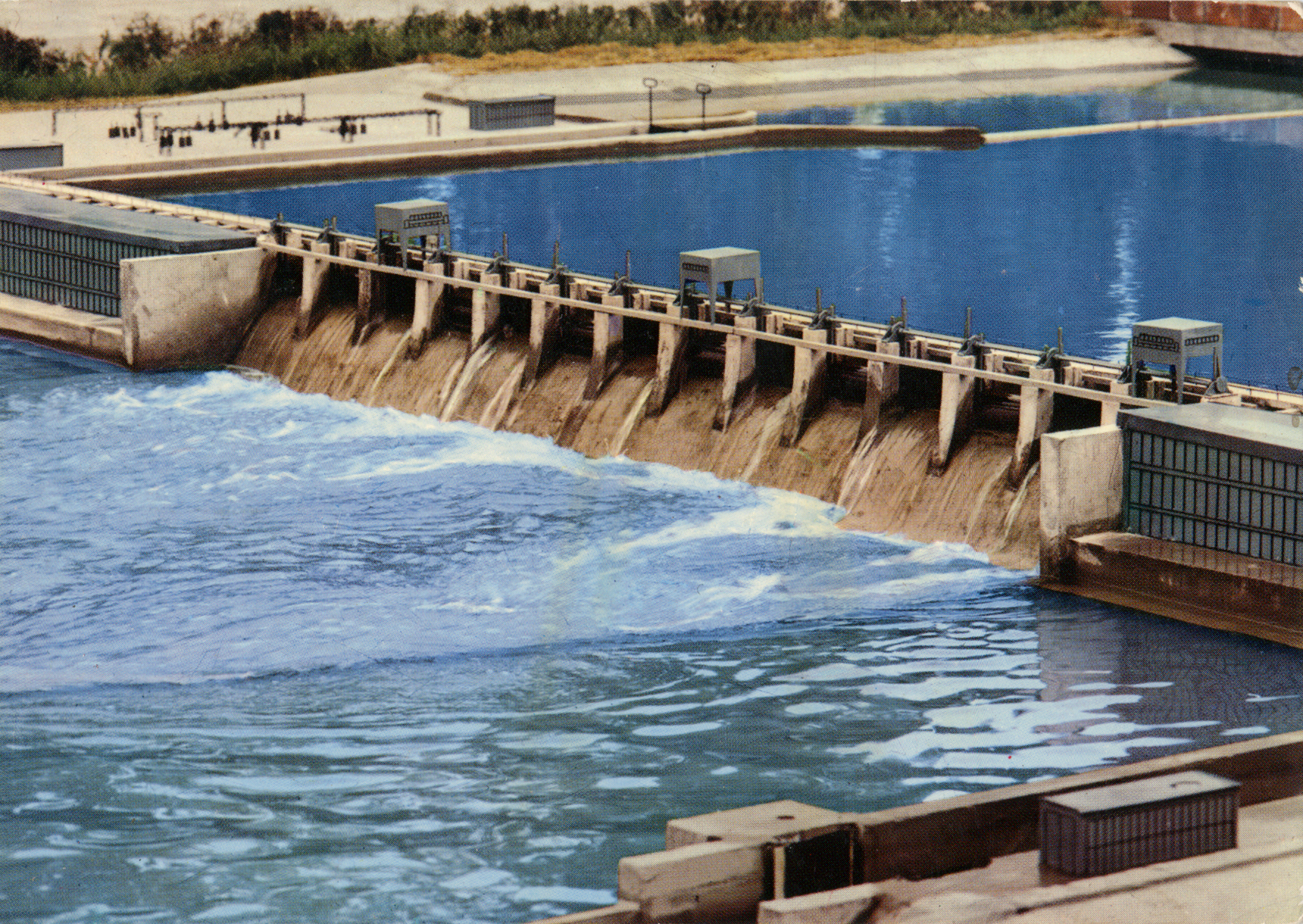
Model díla v laboratoři v Bělehradě
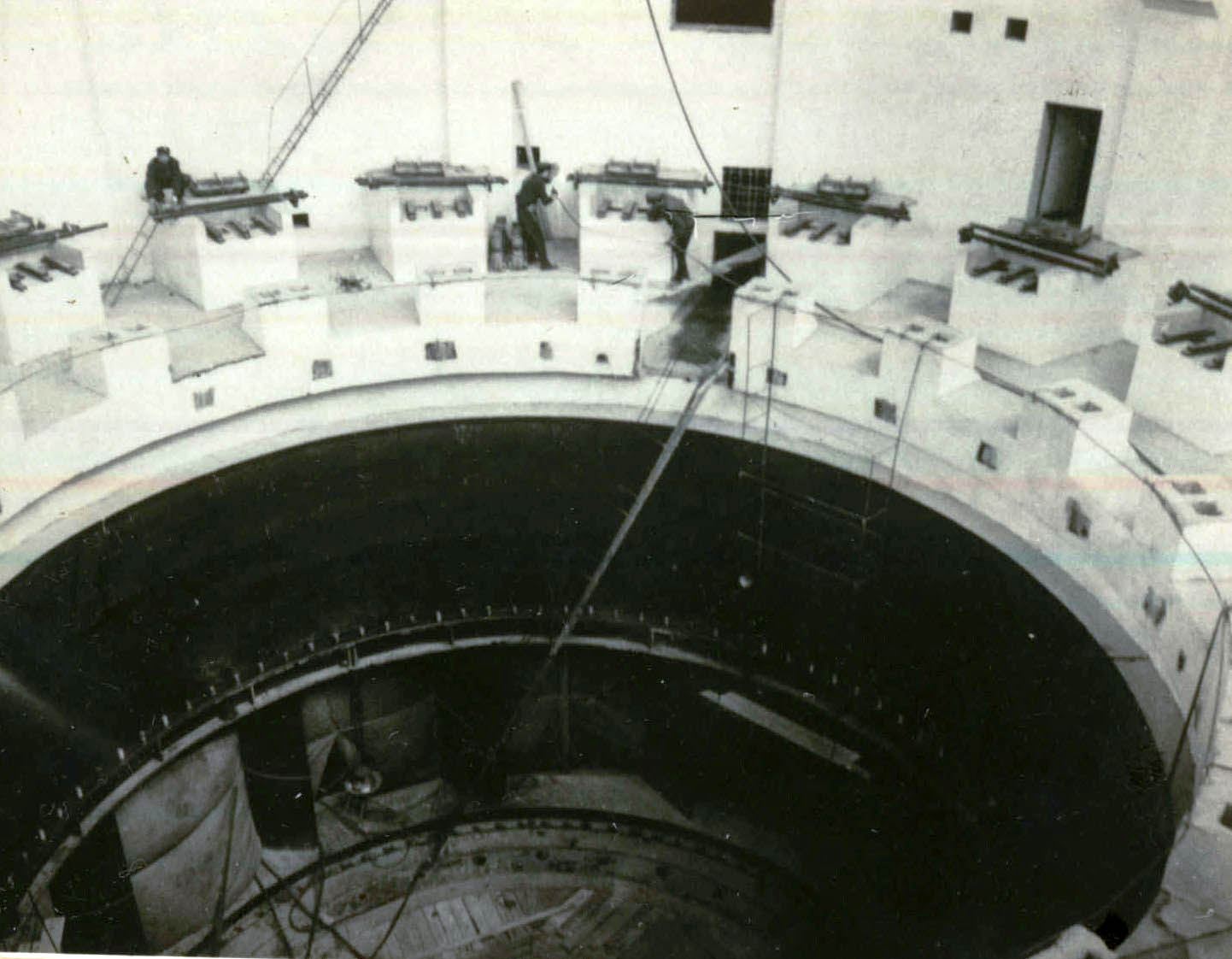
Pohled do útrob rumunské jednotky (1970)
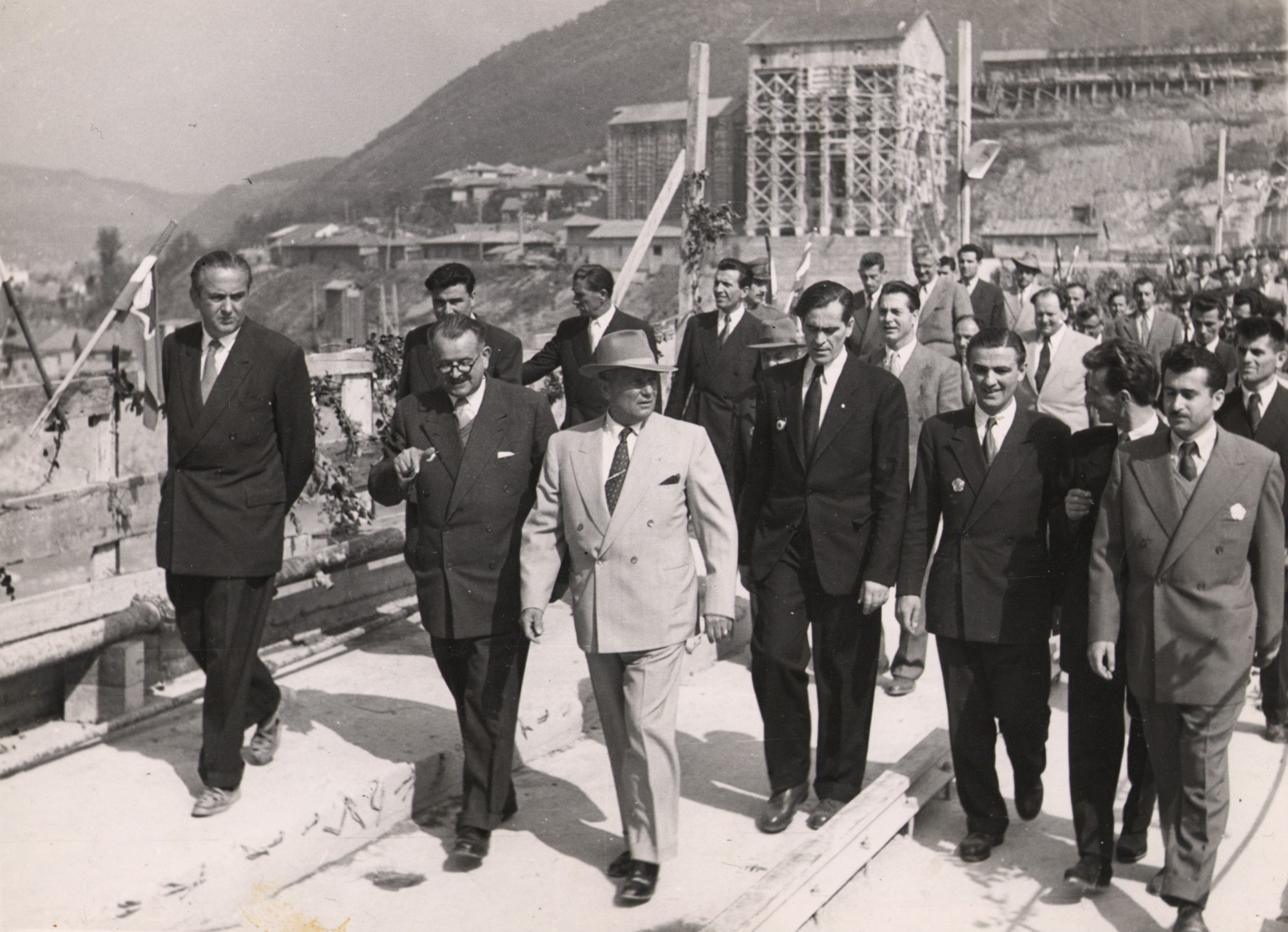
Tito jde naproti Ceausescuovi při slavnostní inauguraci 16. května 1972

## Popis
Přehrazení
Celková délka hráze 1278 metrů je tvořena dvěma zcela symetrickými celky, připadající každá jedné zemi. Na přelivnou hráz o délce 441 m o propustnosti 15 400 m3/s navazují na obou stranách elektrárny o délce 214 m, jejichž návodní část tvoří vodní zádrž a lodní propusti o šířce 53 metrů. Jedinými nesymetrickými částmi jsou spojovací hráze mezi zdymadly a břehy, na jugoslávské straně 186 a na rumunské straně 117 metrů.
Přelivová hráz
Přehrada zajišťuje regulaci hladiny, odvádění ledu a převádění vysokých průtoků. Je tvořena 14 poli o šířce 25 metrů s hrazenou výškou 14,9 metrů. Systémem lze převést průtok 15 400 m3/s do zaobleného vývařiště s bezzubovým protispádem.
Elektrárny
Strojovna o rozměrech 214 x 25 x 27 m je rozdělena do čtyř bloků. Blok u propusti je montážní, ostatní tři bloky obsahují každý po dvou energetických jednotkách. Haly obsluhují dva mostové jeřáby o nosnostech 400 a 250 tun. Vertikální Kaplanovy turbíny o průměru 9,5 m a hltnosti 725 m3/s poskytovaly při 71,5 otáčkách za minutu výkon 175 MW. Celkový výkon vodního díla tak dosáhl hodnoty 2 x 1050 MW.  
Celkový průtok elektrárnami činí 8 700 m3/s, turbíny pracují ve spádovém rozmezí 21,90 – 34,5 m při průměrné hodnotě 27,17 m.
Lodní propusti
Dvoustupňové propusti o rozměrech 310 x 34 m umožňují roční přepravu 2 x 25 milionů tun ročně. Doba pobytu v propusti během plnění je 62 minut. Do komor se vejde 9 standardních nákladních plavidel o nosnosti 1 200 tun.
Přehradní nádrž

Objem nádrže je proměnlivý mezi 1 700 až 2 800 miliony metrů krychlových. Vzedmutí dosahuje až k soutoku s Tisou u Noviho Sadu, soutok Sávy s Dunajem v Bělehradě je tedy již mělkým jezerem. Plocha 253 km² se skládá ze 163 km² na srbské straně a 90 km² na rumunské straně. Jezero Džerdap je čtvrtá největší vodní plocha na Balkáně a největší v Srbsku. Nejvyšší stavy vody jsou v květnu a červnu, nejnižší v září, říjnu a listopadu. Objem nádrže je ve vztahu k průtoku příliš malý na špičkový provoz, za nejnižších průtoků však může k částečně špičkové režii docházet .

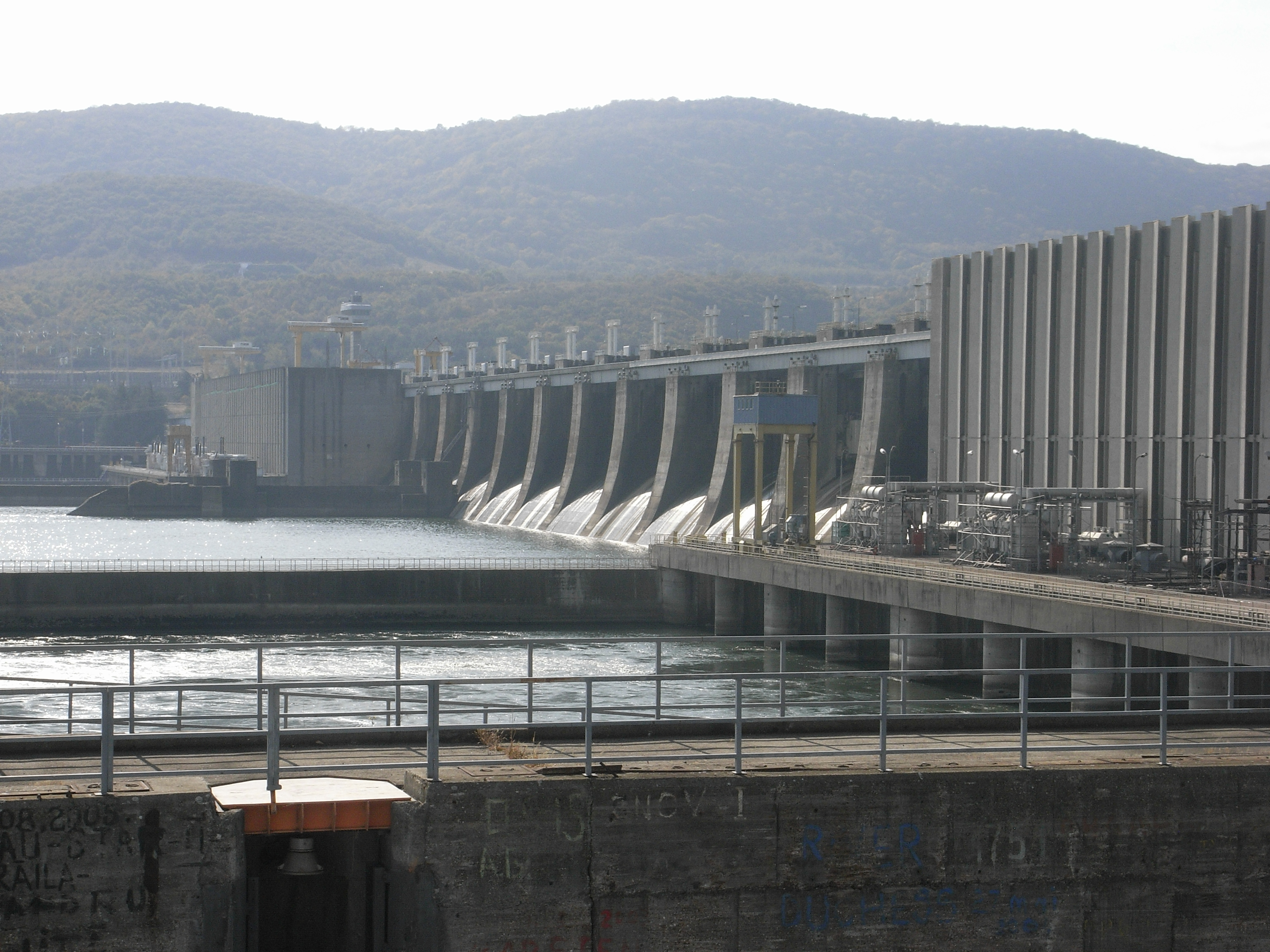
Pohled z rumunské propusti
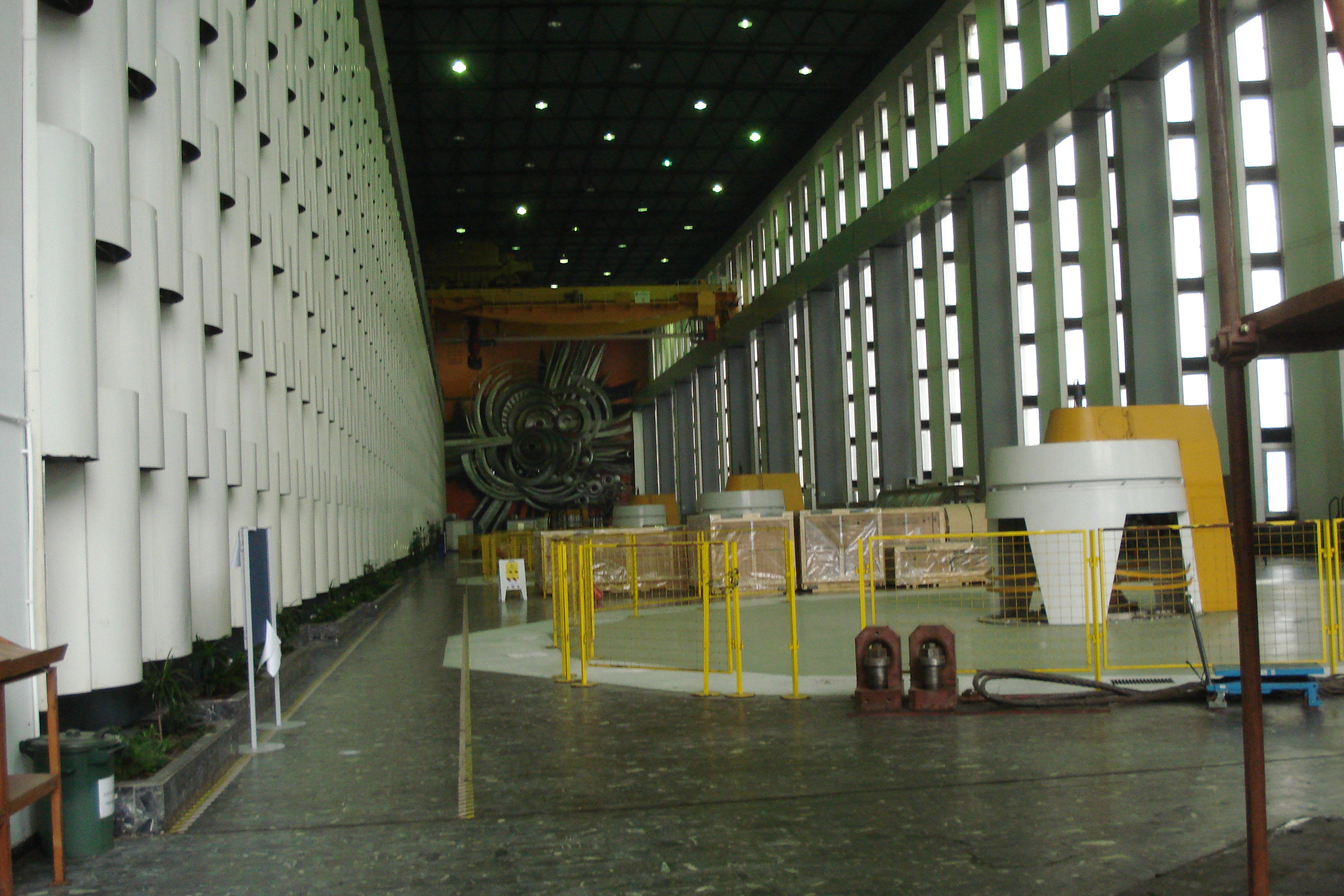
Hala strojovny srbské elektrárny
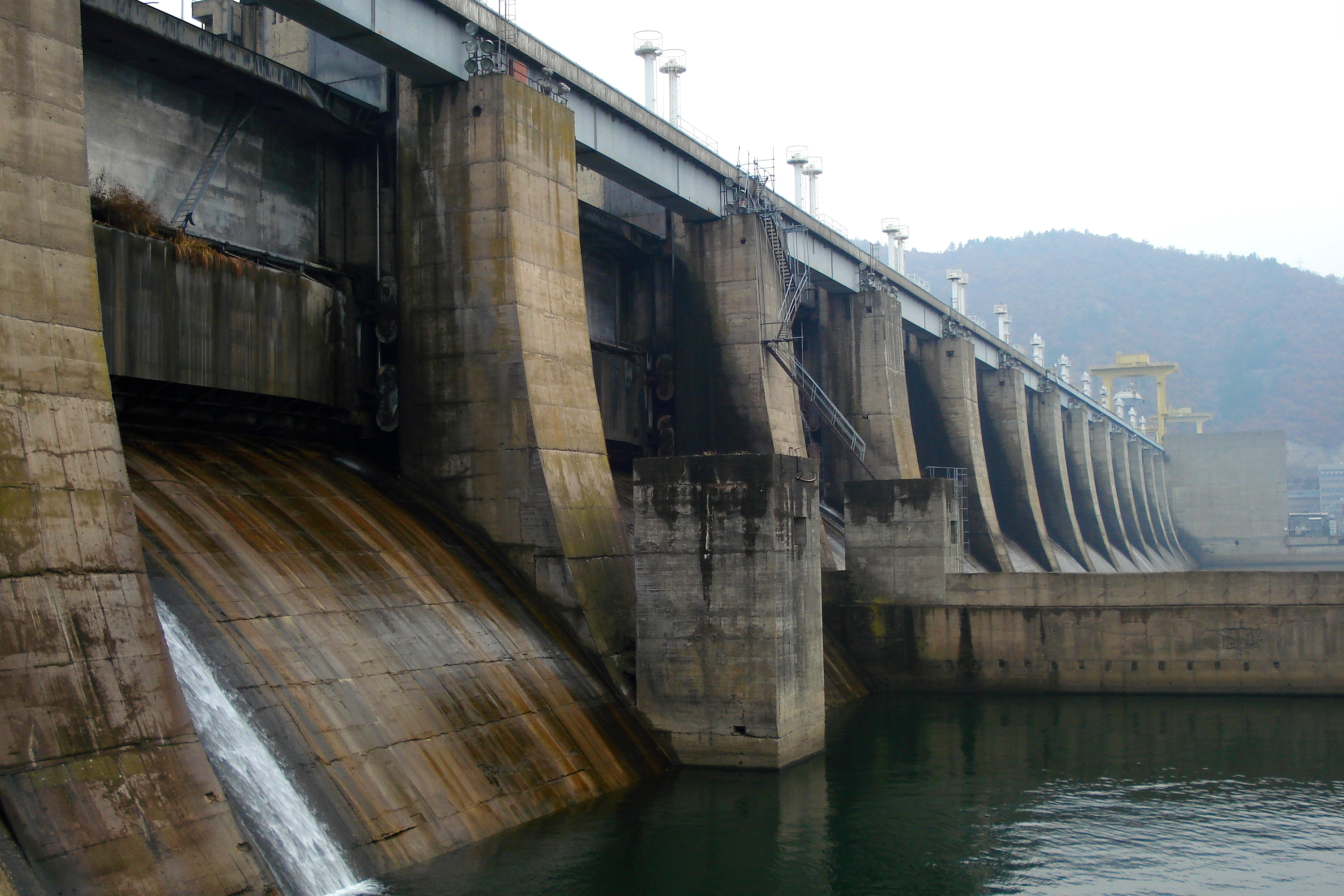
Propusti, které převáděly celý Dunaj během II.fáze odděluje od ostatních pilíř
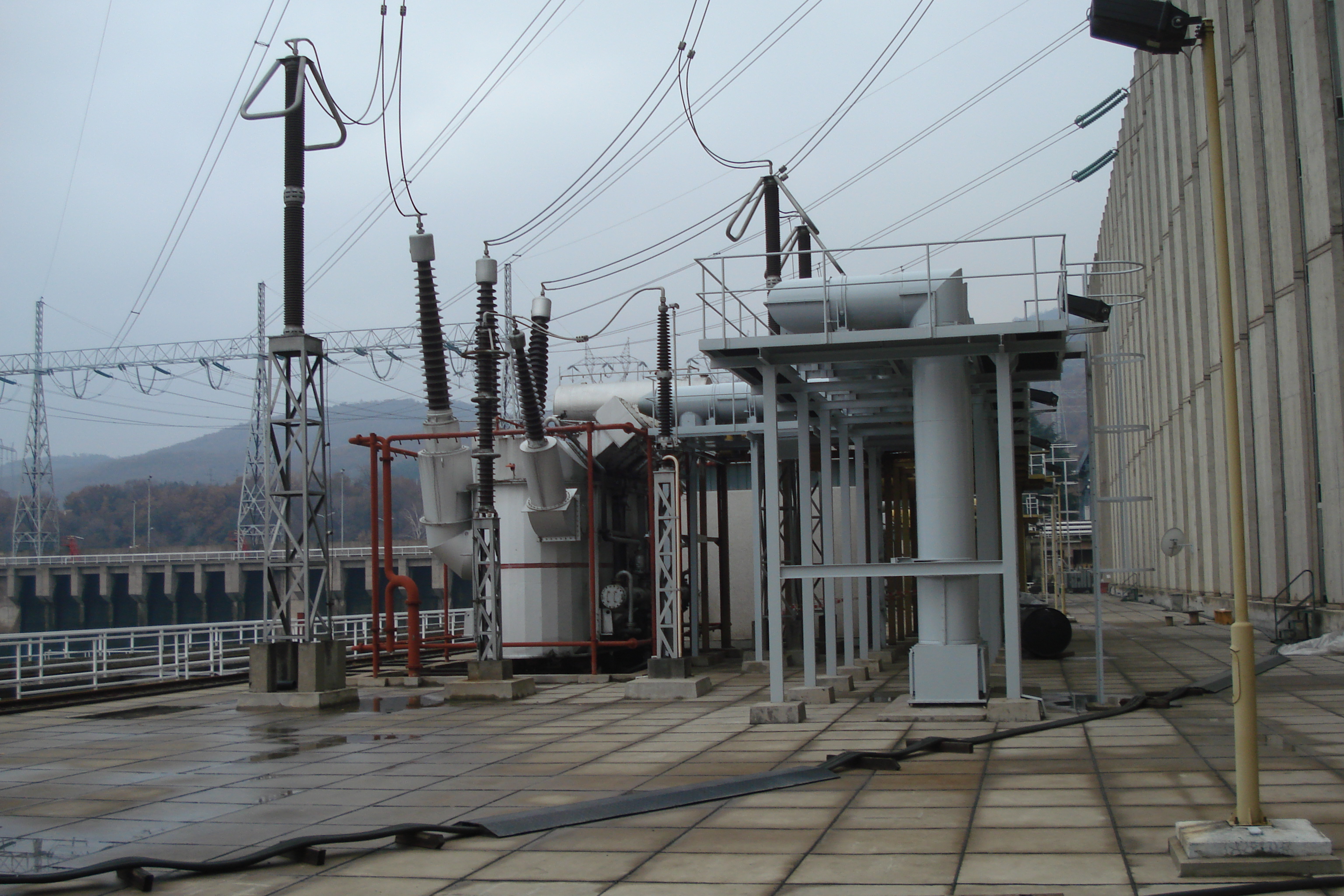
Silové transformátory, v pozadí srbské zdymadlo
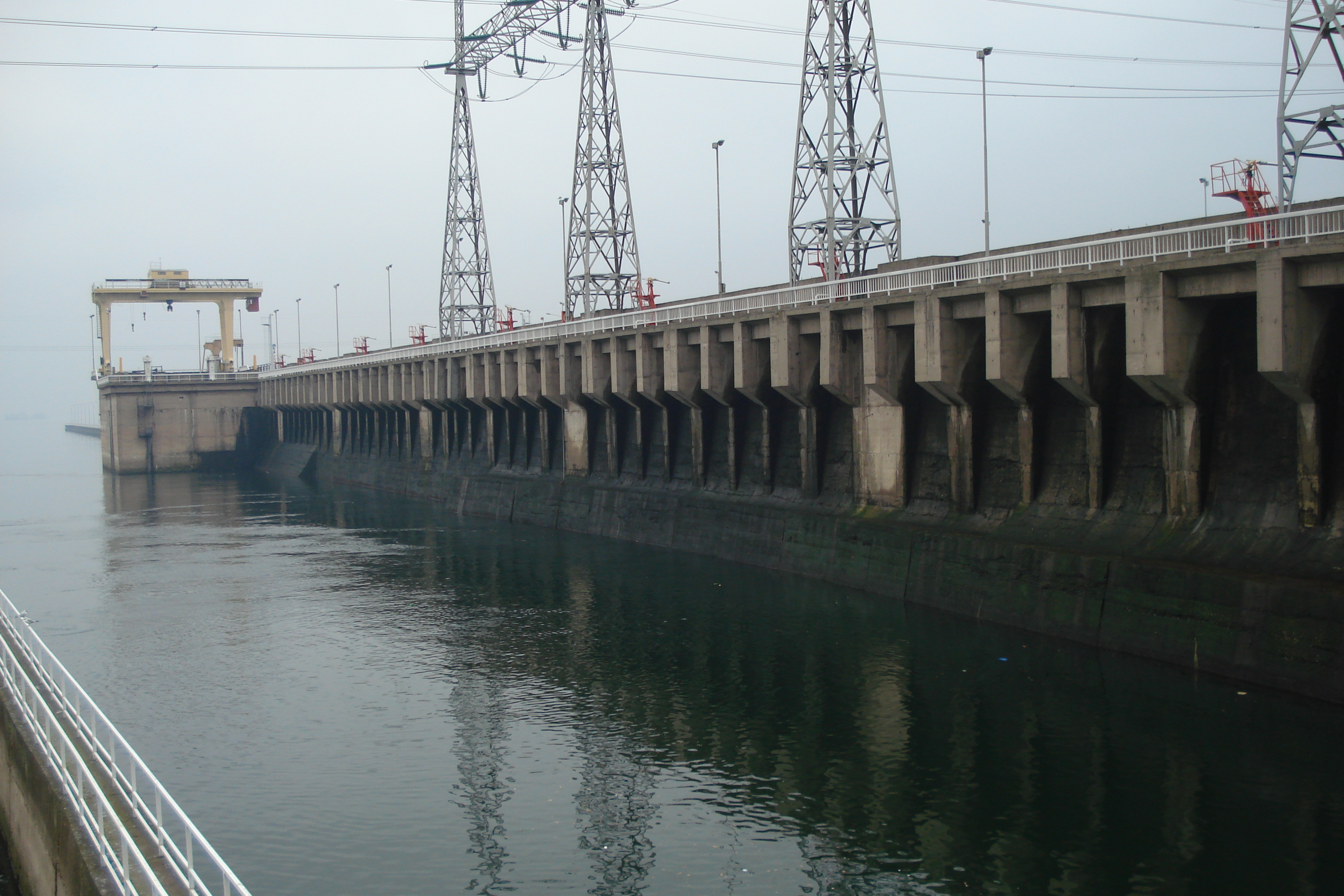
Cesta ze srbského zdymadla do jezera Džerdap je volná
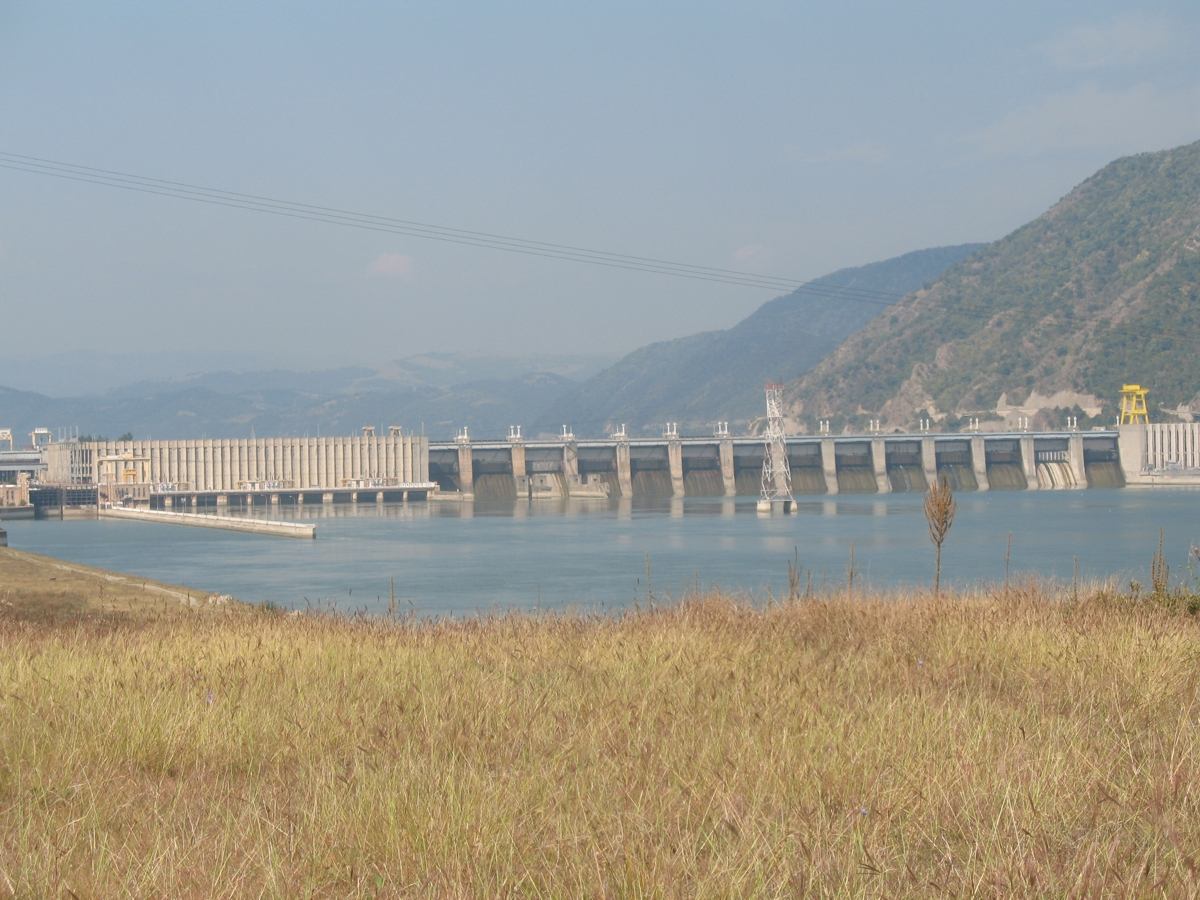
Pohled z archeologického naleziště Diana

## Provoz
Projektová výroba elektrárny za průměrný hydrologický rok je 2 x 5 120 Gwh/rok. Průměrný víceletý průtok za období 1840-1962 byl 5 420 m3/s, za energetické období 5 520 m3/s. Za dobu provozu k datu první výměny rumunského agregátu byla roční produkce 2 x 5 650 GWh.
Elektrárny v první konfiguraci provozu nevedly k žádné technické události, která by představovala nebezpečí nebo nutnost opravy. Dokonalá technická symetrie vyvolávala i jednoduše sledovatelnou symetrii výroby a odběru. V letech 2000-2005 rumunská strana přistoupila za spolupráce rakouského dodavatele k rekonstrukci zařízení elektrárny, kterými se zvýšil výkon turbíny ze 175 na 194,5 MW a celkový instalovaný výkon rumunské elektrárny vzrostl na 1167 MW.
Stárnoucí a morálně zastaralé původní jednotky však díky vyšší spolehlivosti dokázaly zajistit vyšší výrobu elektřiny (5,65 TWh), než výkonnější jednotky rumunské(5,24 TWh), vyžadující prostoje. Přesto i Srbsko, poškozená válečnými událostmi, přistoupilo k výměně zařízení za výkonnější celky.  

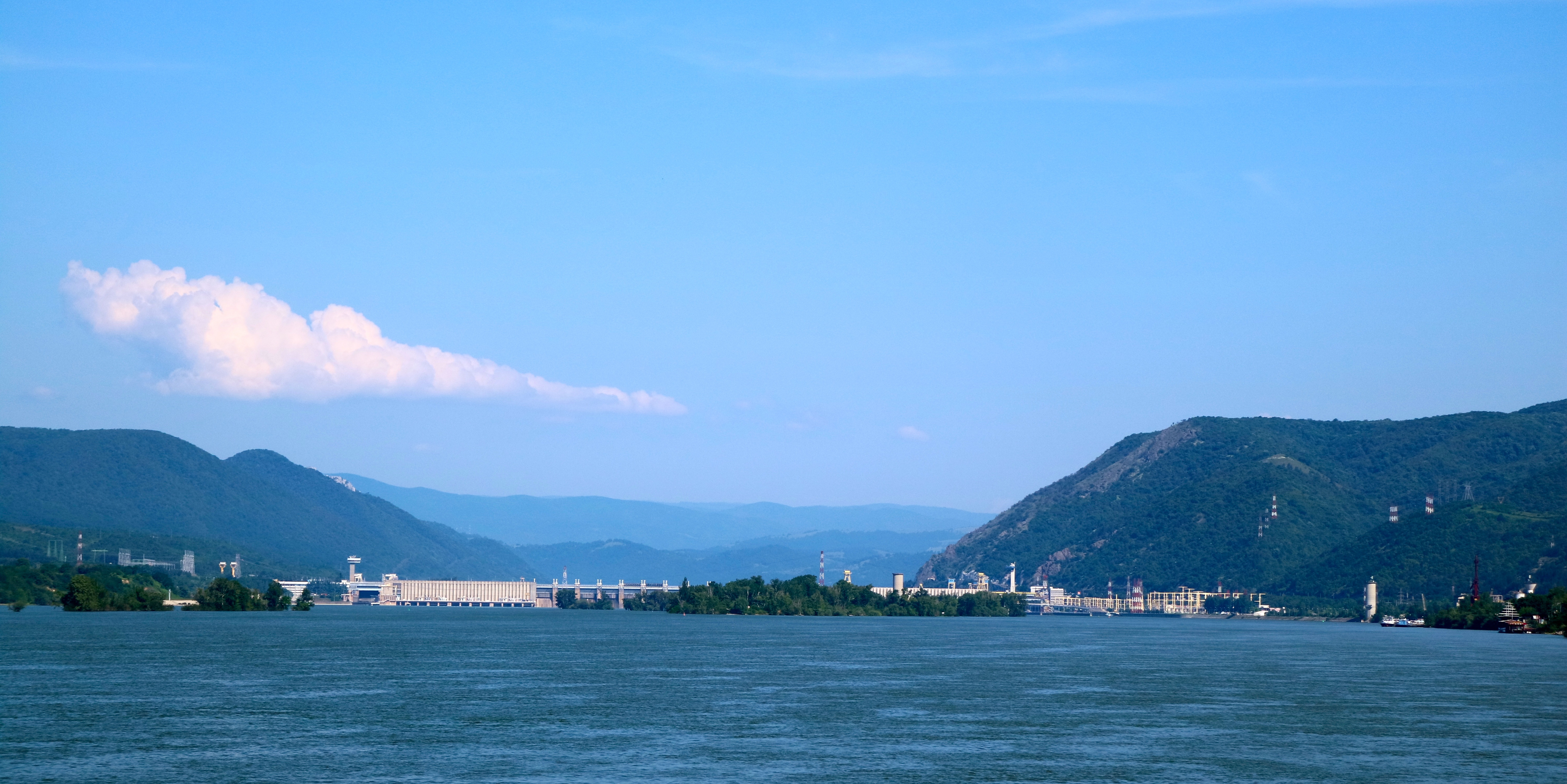
V pozadí po stranách soutěsky Železná vrata se rozkládají národní parky Džerdap a Portile de Fier